# Legion Chrystusa
Legion Chrystusa (LC) – katolickie zgromadzenie powstałe w 1941 w Meksyku wraz ze stowarzyszeniem ludzi świeckich Królestwo Chrystusa (Regnum Christi). Jego założycielem był o. Marcial Maciel. Kapłani zgromadzenia nazywają się legionistami Chrystusa (Legionarios de Cristo).
Legion Chrystusa jest jednym z bardziej dynamicznie rozwijających się współcześnie zgromadzeń katolickich. Domy zakonne Legionistów znajdują się w 20 krajach. W roku 2010 zakon liczył 700 księży, 120 tys. świeckich uczniów w szkołach średnich i uniwersytetach.
W Polsce Legion Chrystusa działa od 1994. Prowadzi dom w Krakowie, a w przeszłości również w Gdańsku Osowej. 
Legioniści posiadają też Dom Apostołów w którym prowadzą spotkania młodzieży szkolnej w klubie pod międzynarodową nazwą ECYD, duszpasterstwo młodych dorosłych oraz  zajęcia katechetyczne dla dzieci. 

## Przestępstwa
Jak ujawniono na początku 2009, założyciel zgromadzenia prowadził podwójne życie, żyjąc z kobietą i posiadając z nią córkę. Ponadto został oskarżony o pedofilię przez byłych seminarzystów. Kontrowersje wzbudzał również sposób funkcjonowania zgromadzenia. Zgromadzeniu zarzucano stosowanie metod sekciarskich.
W marcu 2009 papież Benedykt XVI podjął decyzję o kontroli zgromadzenia ze względu na ujawnione i budzące kontrowersje fakty. Wizytatorami apostolskimi prowadzącymi od 15 lipca 2009 kontrolę w zgromadzeniu byli biskupi: Ricardo Watty Urquidi (Meksyk), Charles Chaput (USA), Giuseppe Versaldi (Włochy), Ricardo Ezzati Andrello (Chile) oraz Ricardo Blázquez (Hiszpania).
Wizytatorzy w swoim oświadczeniu w kwietniu 2010 przyznali, że Marcial Maciel dopuścił się skandalu najcięższego i obiektywnie niemoralnego zachowania, prawdziwych przestępstw i prowadził życie pozbawione skrupułów i autentycznych uczuć religijnych.
9 lipca 2010 Velasio De Paolis wyznaczony został przez papieża na jego delegata ds. Legionu Chrystusa o bardzo szerokim zakresie władzy wobec zgromadzenia.
21 grudnia 2019 Legion Chrystusa opublikował raport zatytułowany „Raport 1941-2019 na temat fenomenu przemocy seksualnej wobec nieletnich w Legionie Chrystusa od jego założenia do dnia dzisiejszego”, według którego 33 księży Legionu w latach 1941–2019 wykorzystało seksualnie 175 ofiar, a 60 z nich sam założyciel - Marcial Maciel Degollado. Ofiary krytykowały raport jako niepełny, ponieważ zabrakło w nim nazwisk części sprawców, jak np. księdza Fernanda Martineza, który w latach 90. molestował uczennice katolickiej szkoły w Cancún.